# Mawrth Vallis
Horadado por el agua que antiguamente fluía por la superficie del planeta, Mawrth Vallis es uno de los canales de desbordamiento más destacados de Marte. El valle, que llegó a ser un lugar potencialmente habitable, constituye una de las principales formaciones de una región situada entre las altiplanicies del sur y las tierras bajas del norte.